# 全球脑
全球脑是指一个关于分享人类知识、所有人类智力的思想、创新和发明的总和的概念。

## 概念的历史
根据全球脑常见问题，这个概念至少可以追溯到古希腊和中世纪。该类推也被用来描述印度教的等级系统。这个术语在当代的使用始于在1983年彼得·罗素（Peter Russell）出版的书《地球脑的觉醒》（The Global Brain Awakens）。也可以阅读奥罗宾多（Sri Aurobindo）写的相关著作。

## 全球脑的历史
根据霍華德·布洛姆的《全球脑——从大爆炸到21世纪，大规模精神的演化》，大概在38.5亿年前，在生命首先在这个行星上演化之后，全球脑立刻诞生了。到35亿年前为止，至少有11个物种的细菌以数万亿的群体方式生活着。布洛姆引用了物理学家、微生物学家伊谢尔·本-雅各布（Eshel Ben-Jacob）的先驱性工作。该学者在他1998年的论文《细菌的智慧，哥德尔定理和创造性的基因网》（Bacterial wisdom, Gödel's theorem and creative genomic webs）中说明细菌群体的作用可以当做为群体智慧。布洛姆示范说，在地球的早期海洋中，那些群体智慧以遗传片断的形式交换信息。细菌群体内部通过合作、竞争和使用大规模破坏武器、化学武器发动战争。布洛姆表示，战斗是最强烈的信息交换的方式之一。甚至在微生物之中，为了获胜必须经常了解和模仿你的敌人的习惯。因而甚至冲突贡献到原始智力的网络中。同时作为新的战略技术，风和波浪携带基因编码，在全球范围内改良品种，连接地球早期海洋的创造物，成为最初的全球脑。

## 全球脑向更高级别的演化
这样一个更高级的系统可以称之为“元系统跃迁”（由瓦伦蒂·特琴[Valentin Turchin]提出的概念）或者“重大进化转变”（major evolutionary transition）（参见[Szathmary]和约翰·梅纳德·史密斯[John Maynard Smith]，《自然》，1995年3月16日）

### 维基百科
- 一旦全球腦的目的達成，人們可以查阅其他人掌握的知识，这样他们不再需要非小说的出版物、顾问或者受过专业教育的职员（回想一下计算和拼写检查人员已经过时并成为这些行业的很小的部分）。
- 今天，我们只有一些領域有向全球脑發展的趨勢：信息集合市场、协作系统、虚拟社群系统等等。
- 维基百科是接近全球腦概念的在线免费社区，維基人在共享的知识库上合作。

参考：factbites.com

## 这个观念的其它名称
为行星等级的认知系统这个观念，不同的人提出了很多不同的名称。
- 全球意识（global mind） 布达佩斯俱乐部（原罗马俱乐部）
- 超启示（Hyper-Enlightenment）（作者：《Open Media Center》（开放媒体中心）戴维·迈尔斯[David Myers]）
- 精神圈（noosphere） (德日进[Teilhard de Chardin])
- 行星脑（planetary brain） (J·德·侯斯奈[Joël de Rosnay])
- 社会脑（social brain）
- 超脑（super-brain）(弗朗西斯·海拉恩 [Francis Heylighen])
- 世界脑（World Brain）(赫伯特·乔治·威尔斯[H. G. Wells])
- 全球网脑（the global net Brain）或网脑 （net Brain） (高路[gaolu ,hiwaygao])
- 共享脑或共脑（Shared Brain）(GoPeaks （页面存档备份，存于）)